# Liolaemus kuhlmanni
Liolaemus kuhlmanni är en ödleart som beskrevs av  Müller och HELLMICH 1933. Liolaemus kuhlmanni ingår i släktet Liolaemus och familjen Tropiduridae. IUCN kategoriserar arten globalt som otillräckligt studerad. Inga underarter finns listade i Catalogue of Life.